# 소오군

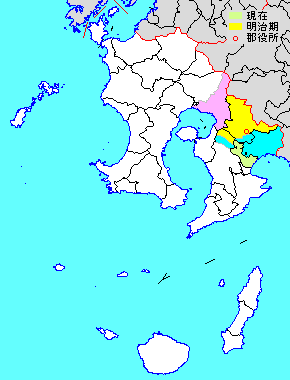
소오 군의 위치

소오군(일본어: 曽於郡, そおぐん)은 일본 가고시마현의 군이다. 713년의 오스미국 설치 때부터 존재한 4군의 하나이다.
인구 11,383명, 면적 100.67km², 인구밀도 113명/km².(2025년 6월 1일, 추계인구)
이하 1정으로 구성된다.
- 오사키정(大崎町)

## 역사
- 2005년 7월 1일 - 오스미 정·스에요시 정·다카라베 정이 합병해 소오시가 성립, 군에서 이탈하였다.
- 2006년 1월 1일
  - 아리아케 정·시부시 정·마쓰야마 정이 합병해 시부시시가 성립, 군에서 이탈하였다.
  - 기호쿠 정이 가노야 시, 기모쓰키군 구시라 정·아이라 정과 합병해 가노야시가 성립, 군에서 이탈하였다.